# Myopsyche
Genre
Myopsyche est un genre de Lépidoptères de la famille des Arctiidae, comprenant une vingtaine d'espèces.

## Systématique
Le nom scientifique de ce taxon est Myopsyche, choisi en 1898 par l'entomologiste britannique George Francis Hampson, pour l'espèce type Myopsyche ochsenheimeri, dans le Catalogue of the Lepidoptera Phalænæ in the British Museum.

## Liste des espèces
Selon GBIF (29 juin 2021) :
- Myopsyche alluaudi Oberthür, 1911
- Myopsyche blandina Oberthür, 1893
- Myopsyche bokomae Kiriakoff, 1954
- Myopsyche bokumae Kiriakoff, 1954
- Myopsyche cytogaster Holland, 1893
- Myopsyche elachista Holland, 1893
- Myopsyche fulvibasalis Hampson
- Myopsyche idda Plötz, 1880
- Myopsyche kivensis Dufrane, 1945
- Myopsyche langi Holland, 1920
- Myopsyche makomensis Strand, 1912
- Myopsyche miserabilis Holland, 1893
- Myopsyche nervalis Strand, 1912
- Myopsyche nigrita Kiriakoff, 1961
- Myopsyche notoplagia Hampson, 1908
- Myopsyche ochsenheimeri Boisduval, 1829
- Myopsyche pallidicincta Kiriakoff, 1954
- Myopsyche puncticincta Holland, 1893
- Myopsyche sankuruica Kiriakoff, 1954
- Myopsyche victorina Plötz, 1880
- Myopsyche xanthopleura Holland, 1898
- Myopsyche xanthosoma Hampson, 1907

## Publication originale
- (en) George F. Hampson, « Syntomidae », Catalogue of the Lepidoptera Phalænæ in the British Museum, vol. 1: i-xxi,‎ 1898, p. 48 (lire en ligne, consulté le 29 juin 2021)